# Phyllonorycter rolandi
Phyllonorycter rolandi is een vlinder uit de familie mineermotten (Gracillariidae). De wetenschappelijke naam is voor het eerst geldig gepubliceerd in 1966 door Svensson.
De soort komt voor in Europa.